# Wharton Brook State Park
Wharton Brook State Park ist ein State Park an der U.S. Route 5 im Gebiet von North Haven und Wallingford im US-Bundesstaat Connecticut.
In den frühen 1900er Jahren war der Park ein Vorläufer der heutigen Autobahnraststätten und zusätzlich zu seinem Picknickplatz verfügte er über Reparaturmöglichkeiten für Autos. Heute verläuft an seiner Westgrenze auch die Trasse der Bahnstrecke New Haven–Springfield und nördlich des Parks verläuft der Wharton Brook Connector der Interstate 91.

## Freizeitmöglichkeiten
Im Park befindet sich der Allen Brook Pond der vom gleichnamigen Bach und vom Wharton Brook gespeist wird, einem Zufluss des Quinnipiac River. Angeln und Schwimmen sind erlaubt. Darüber hinaus gibt es große Picknickplätze. Der Park ist ein ausgewiesener Forellenpark und wird jährlich mehrmals mit Forellen bestückt. Daher finden sich auch oft Kanadareiher und andere Fischfressenden Wildtiere oft am See ein. 
In der Nähe liegen der Sleeping Giant State Park und der Quinnipiac River State Park, sowie der William D Bertini Park.